# Hypovoria discalis
Hypovoria discalis là một loài ruồi trong họ Tachinidae.